# Southport, North Carolina
Southport är en ort i Brunswick County i delstaten North Carolina, USA.